# アメリカの壁
アメリカの壁（アメリカのかべ）は小松左京の短編小説。初出は『S-Fマガジン』第18巻第7号（1977年7月号）。

## 概要
孤立主義を標榜するアメリカ大統領の下で突如アメリカは白い霧の壁に覆われ、外部と交通や通信が断たれるというストーリー。冷戦下の1977年にアメリカが日本と切り離されたらどうなるかという問題意識を喚起した。
小松の秘書によると、当時はベトナム戦争から撤退したばかりでアメリカ社会には世界中で発生する紛争に係り続けることへの疲労感がある時代の中であり、小松は元アメリカ国務省関係者などの親しい友人を通じて若干の内部事情を得ていたという。

## あらすじ
アメリカでヘンリイ・パトリック・モンロー大統領が当選して3年目、独立記念日2日前の土曜日。ニューヨークのホテルに滞在していた日本人フリージャーナリストの豊田は、突如として国際電話が完全に通じなくなり、国際便も全面欠航になったことを知る。当初は報道管制により事態について全く報じていなかったマスメディアも、翌日午後になって報道を始める。北米大陸沿岸200浬ないし250浬の沖合一体に、正体不明の白い霧状のものが立ち込めており、その外部との連絡が一切不通になっている、というのだ。「白い霧の壁」は人工衛星高度にまで達しており、そこに突入した艦艇や航空機は、数分にして音信不通になってしまい、二度と戻ってこないという。アメリカ政府は秘密裡に「“B”問題特別委員会」を設立し、緊急調査に乗り出す。
豊田は、異変発生直前にVIPのほとんどが独立記念日のためワシントンD.C.に集められており、海外派兵兵力の3分の2がアメリカに戻されていた、といった数々の不自然なタイミングの良さに疑惑を抱き、その疑惑を友人のフリーコラムニスト、ハリー・ショーに話す。数日してハリーは豊田に、どさくさに紛れて盗みだしだB-1爆撃機で外部に脱出するよう薦める。豊田の乗ったB-1が飛び立ったところで、ハリーの吹き込んでいたマイクロカセット・コーダーが再生され、事態の真相が告げられる。

## 「壁」
バミューダ海域から発見された謎の装置によって人為的に作り出された現象で、孤立主義者であるモンロー大統領が、ソ連との密約に基づき、旧世界と新世界＝アメリカを分離するために作り出したもの。地球観測衛星ノアの撮影した写真では、「壁」の外側は白いもやのようなものに包まれており、北米大陸の外側は全く見えない状態になっている。ただし、この写真は作中で捏造である可能性を指摘されている（真偽は不明）。
メキシコについては、異変発生直後にモンテレーとだけ通信が通じている、という説明があり（その後どうなったのかは不明）、メキシコ自体は「壁」の外側にある模様。カナダとアラスカ州については特に言及がない。またハワイは「壁」の外側にある。

## 他作品との関係
地上の一部分が「壁」によって外界から切り離されてしまう、というアイデアは、小松の短編『物体O（）』（1964年）や長編『首都消失』（1983 - 1984年）でも用いられており、類似性が指摘されている。『物体O』は、日本列島の西半分が巨大なリング状の物体によって外界から分断された状況を、物体の内側の視点から描いた作品、また『首都消失』は、首都圏が正体不明の“雲”により封鎖された状況を、“雲”の外側の視点から描いた作品である。なお、「壁」の性質は3作品でそれぞれ異なる。

## 社会への影響
小松が小説を発表した約40年後に紛争や移民の問題がある中で「アメリカファースト」を掲げるドナルド・トランプが2016年11月のアメリカ大統領選挙で当選して翌2017年1月に大統領に就任し、選挙中にアメリカは世界の安全保障のために不当に多く負担させられていると訴えた他、不法移民対策としてメキシコとの国境に約3200キロメートルの壁を造る方針を示したことなどで、現実が40年前の小説と類似していると話題になった。

## 収録短編集
- 『アメリカの壁』文藝春秋、1978年6月。
- 『アメリカの壁』文藝春秋〈文春文庫〉、1982年5月。新装版、2017年12月。ISBN 978-4-16-790981-9
- 『アメリカの壁』勁文社〈ケイブンシャ文庫〉、1992年7月。ISBN 4-7669-1641-7
- 『小松左京全集 完全版 22』城西国際大学出版会、2015年8月。ISBN 978-4-903624-22-8
- 『小松左京“21世紀”セレクション1 【グローバル化・混迷する世界】編 見知らぬ明日／アメリカの壁』徳間書店〈徳間文庫〉、2021年10月。ISBN 978-4-19-894682-1